# ラフ&レディ
ラフ&レディ（ROUGH & READY）は1980年代に活動した日本の男性ポップスデュオ。

## 来歴
1985年4月結成。 同年9月21日「君は衝撃波」でポリドールレコードよりデビュー。 1986年3月21日にリリースした「背番号のないエース」は劇場版アニメ『タッチ 背番号のないエース』の主題歌に起用され、20万枚のヒットとなる。同年8月にはFMヨコハマのイメージソング「湘南海岸134」を制作し、反響を得るが、1987年9月に解散。

## メンバー
- 飯島穣治（いいじま じょうじ）

ボーカル、キーボード、ギター担当。かつてはチャゲ&飛鳥のサポートバンドに参加したこともある。解散後はサウンドプロデューサーや音楽講師をする傍ら、音楽活動を続け、ビートルズライブハウス・六本木キャバンクラブのレギュラーバンド、パロッツ、STOMPS、SHIROKUMA COMPANY、ROUGH & READY（4人組バンドで、このデュオとは無関係）に参加。
- 重村正道

ギター担当。
1981年に松原正樹に師事。寺尾聰やブレッド&バター等のサポートを経て『ラフ＆レディ』を結成。
解散後はスタジオミュージシャンやプロデュースワークで活動し、『夢で逢えたら』（フジテレビ）を初めとして『めちゃ×2イケてるッ!』（フジテレビ）などのバラエティ番組の音楽も担当。
現在はバンド、Rough & Ready Originalや音楽塾「弦友堂」の塾長などの活動をしている。

## ディスコグラフィー

### シングル
- 君は衝撃波（1985年9月21日）
- 背番号のないエース（1986年3月21日）
- ダイヤモンドは傷つかない（1986年11月1日）

### アルバム
- 背番号のないエース（1986年4月）

## タイアップ一覧
| 使用年 | 曲名                           | タイアップ                                                                  |
| ------ | ------------------------------ | --------------------------------------------------------------------------- |
| 1986年 | 背番号のないエース             | 東宝配給アニメ映画『タッチ 背番号のないエース』主題歌（オープニングテーマ） |
| 1986年 | 背番号のないエース             | フジテレビ系アニメ『タッチ』挿入歌                                          |
| 1986年 | ガラスの青春（ティーンネイジ） | 東宝配給アニメ映画『タッチ 背番号のないエース』エンディングテーマ           |
| 1986年 | 湘南海岸134                    | FMヨコハマイメージソング                                                    |
| 1986年 | ダイヤモンドは傷つかない       | 関西テレビ阪急ドラマシリーズ『赤いシュート!』主題歌                         |

## 受賞
- 第19回上半期全日本有線放送大賞優秀新人賞